# Khúc Dương
Khúc Dương (chữ Hán giản thể: 曲阳县, âm Hán Việt: Khúc Dương huyện) là một huyện thuộc địa cấp thị Bảo Định, tỉnh Hà Bắc, Cộng hòa Nhân dân Trung Hoa. Huyện này có diện tích 1064 ki-lô-mét vuông, dân số 530.000 người. Mã số bưu chính Khúc Dương là 073100. Chính quyền huyện đóng ở trấn Hằng Châu.

## Đơn vị hành chính
Về mặt hành chính, huyện Khúc Dương được chia thành 9 trấn, 9 hương. 
- Trấn: Hằng Châu, Linh Sơn, Dương Bình, Yên Triệu, Văn Đức, Hiểu Lâm, Để Thôn, Tề Thôn, Hiếu Mộ.
- Hương: Sản Đức, Lộ Trang Tử, Đảng Thành, Lang Gia Trang, Trang Khỏa, Bắc Đài, Phạm Gia Trang, Đông Vượng, Hạ Hà.